# Оссининг (город)
О́ссининг (англ. Ossining) — город в округе Уэстчестер, штат Нью-Йорк, США. Город знаменит находящейся на его территории тюрьмой особо строгого режима Синг-Синг.

## География
Оссининг расположен в юго-восточной части штата на реке Гудзон. Высота центра — 50—60 метров над уровнем моря (доходит до 100 метров), общая площадь — 40,4 км², из которых 10,1 км² (ок. 25 %) занимают открытые водные пространства. Административно город делится на деревню Оссининг и деревню Брайрклифф-Мэнор, которая частично находится на территории города Оссининг, а частично на территории города Маунт-Плезант.

## История
Территория, на которой сейчас стоит Оссининг, была выкуплена неким Фредериком Филипсом у индейцев синт-синк в 1685 году. Он основал там обширное поместье, в котором жил сам, а потом его потомки до 1779 года, когда эта недвижимость была конфискована штатом Нью-Йорк. В 1826 году заработала тюрьма Синг-Синг. В 1845 году правительство штата выделило северную часть города Маунт-Плезант в отдельный город, который, по настоянию местных индейцев, получил имя Оссинсинг, созвучное с названием племени издавна обитавшего на этих землях, но уже спустя год одна «с» из названия была удалена для упрощения произношения. В 1881 году название города предлагалось изменить на Гарфилд-Плейнс в память об убитом президенте Джеймсе Гарфилде, но дальше предложений дело не ушло. В 1902 году в состав города вошла часть деревни Брайрклифф-Мэнор.

## Достопримечательности
- Тюрьма особого строгого режима Синг-Синг — работает с 1826 года.
- Таверна Джага[англ.] — построена ок. 1760 года.

## Демография
| Расовый состав (2000) - белые — 70,3 % - негры и афроамериканцы — 14,3 % - азиаты — 4,5 % - коренные американцы — 0,4 % - прочие расы — 7,3 % - смешанные расы — 3,2 % - латиноамериканцы (любой расы) — 19,9 % | Перепись населения Год переписи Нас. %± 1850 4939 — 1860 6766 37% 1870 7798 15,3% 1880 8760 12,3% 1890 10058 14,8% 1900 10895 8,3% 1910 12828 17,7% 1920 12358 −3,7% 1930 17724 43,4% 1940 18911 6,7% 1950 20137 6,5% 1960 26199 30,1% 1970 32397 23,7% 1980 30680 −5,3% 1990 34124 11,2% 2000 36534 7,1% 2010 37674 3,1% 2019 37702 0,1% 1850–2019 U.S. Decennial Census [ 4 ] |  |       |
| Год переписи | Нас. |  | %±    |
| 1850 | 4939 |  | —     |
| 1860 | 6766 |  | 37%   |
| 1870 | 7798 |  | 15,3% |
| 1880 | 8760 |  | 12,3% |
| 1890 | 10058 |  | 14,8% |
| 1900 | 10895 |  | 8,3%  |
| 1910 | 12828 |  | 17,7% |
| 1920 | 12358 |  | −3,7% |
| 1930 | 17724 |  | 43,4% |
| 1940 | 18911 |  | 6,7%  |
| 1950 | 20137 |  | 6,5%  |
| 1960 | 26199 |  | 30,1% |
| 1970 | 32397 |  | 23,7% |
| 1980 | 30680 |  | −5,3% |
| 1990 | 34124 |  | 11,2% |
| 2000 | 36534 |  | 7,1%  |
| 2010 | 37674 |  | 3,1%  |
| 2019 | 37702 |  | 0,1%  |
| 1850–2019 U.S. Decennial Census | |  |       |